# Stenocorus obtusus
Stenocorus obtusus är en skalbaggsart som först beskrevs av Leconte 1873.  Stenocorus obtusus ingår i släktet Stenocorus och familjen långhorningar. Inga underarter finns listade i Catalogue of Life.